# Jovica Stanišić
 (janvier 2022).
La mise en forme du texte ne suit pas les recommandations de Wikipédia : il faut le « wikifier ».
Les points d'amélioration suivants sont les cas les plus fréquents :
- Les titres sont pré-formatés par le logiciel. Ils ne sont ni en capitales, ni en gras.
- Le texte ne doit pas être écrit en capitales (les noms de famille non plus), ni en gras, ni en italique, ni en « petit »…
- Le gras n'est utilisé que pour surligner le titre de l'article dans l'introduction, une seule fois.
- L'italique est rarement utilisé : mots en langue étrangère, titres d'œuvres, noms de bateaux, etc.
- Les citations ne sont pas en italique mais en corps de texte normal. Elles sont entourées par des guillemets français : « et ».
- Les listes à puces sont à éviter, des paragraphes rédigés étant largement préférés. Les tableaux sont à réserver à la présentation de données structurées (résultats, etc.).
- Les appels de note de bas de page (petits chiffres en exposant, introduits par l'outil «  Source ») sont à placer entre la fin de phrase et le point final[comme ça].
- Les liens internes (vers d'autres articles de Wikipédia) sont à choisir avec parcimonie. Créez des liens vers des articles approfondissant le sujet. Les termes génériques sans rapport avec le sujet sont à éviter, ainsi que les répétitions de liens vers un même terme.
- Les liens externes sont à placer uniquement dans une section « Liens externes », à la fin de l'article. Ces liens sont à choisir avec parcimonie suivant les règles définies. Si un lien sert de source à l'article, son insertion dans le texte est à faire par les notes de bas de page.
- La présentation des références doit suivre les conventions bibliographiques. Il est recommandé d'utiliser les modèles {{Ouvrage}}, {{Chapitre}}, {{Article}}, {{Lien web}} et/ou {{Bibliographie}}. Le mode d'édition visuel peut mettre en forme automatiquement les références.
- Insérer une infobox (cadre d'informations à droite) n'est pas obligatoire pour parachever la mise en page.

Pour une aide détaillée, merci de consulter Aide:Wikification.
Si vous pensez que ces points ont été résolus, vous pouvez retirer ce bandeau et améliorer la mise en forme d'un autre article.
Jovan « Jovica » Stanišić (serbe : Јован "Јовица" Станишић), né le 30 juillet 1950 à Ratkovo en Serbie, est un ancien officier du renseignement serbe qui a dirigé le Service de sécurité de l'État (SDB) au sein du ministère de l’Intérieur Serbie de 1992 à 1998.
Bien qu'on en sache très peu sur lui dans les années 1990, il est largement considéré comme le « cerveau et chef d'orchestre du chaos contrôlé » pendant la majeure partie des guerres de Yougoslavie. En dépit d'être la personne la plus proche du président de la Serbie Slobodan Milošević, avec un impact énorme sur les événements en temps de guerre, il a gardé des contacts permanents avec tous les facteurs impliqués dans le conflit.
Stanišić a été poursuivi pour crimes de guerre en Croatie et en Bosnie-Herzégovine entre 1991 et 1995, devant le Tribunal pénal international pour l'ex-Yougoslavie (TPIY) avec Franko Simatović. Il a été initialement acquitté le 30 mai 2003 par le TPIY pour son rôle dans les guerres, mais le verdict a ensuite été annulé le 15 décembre 2015 après appel des procureurs (Chambre d'appel du TPIY),.
Le nouveau procès devant le Mécanisme international appelé à exercer les fonctions résiduelles des Tribunaux pénaux (MIFRTP) a commencé le 13 juin 2017.
La base des opérations de Stanišić et Simatović s'est révélée être en Bosnie occidentale, où ils commandaient des forces régionales.
Le 30 juin 2021, il a été reconnu coupable de meurtre, d' expulsion, de transfert forcé et de persécution en tant que crimes contre l'humanité commis lors du nettoyage ethnique de Bosanski Šamac, et condamné à 12 ans de prison,.
Le 31 mai 2023, la Chambre d’appel a rejeté les appels interjetés par Jovica Stanišić et Franko Simatović, a annulé leur acquittement relatif à leur participation à une entreprise criminelle commune, et a alourdi leur peine en la portant à 15 ans d’emprisonnement chacun, mettant ainsi fin à cette procédure judiciaire qui a duré 20 ans.
Le verdict du jugement prouve officiellement l'implication du régime serbe de Milošević dans les crimes commis en Bosnie, ce que les dirigeants de Serbie ont toujours nié.

## Carrière professionnelle

### Agent de l'UDBA (1975-1991)
Stanišić est diplômé de la faculté de sciences politiques de l'université de Belgrade en 1974 et a été employé à l'administration de la sécurité de l'État république fédérative socialiste de Yougoslavie (UDBA) en 1975. Il a rapidement gravi les échelons de l'agence. Pendant la guerre froide , l'UDBA yougoslave avait une réputation de cruauté similaire à celle de son homologue soviétique du KGB. Entre le milieu des années 1960 et l' éclatement de la Yougoslavie dans les années 1990, l'UDBA a assassiné plus d'une centaine d'émigrés politiques yougoslaves (c'est-à-dire des dissidents yougoslaves) dans le monde, principalement en Europe occidentale et aux États-Unis. Beaucoup de ces assassinats ont été perpétrés par des criminels qui, en échange de la clémence pour d'autres crimes, ont fait le « sale boulot » pour le pays.

### Chef du SDB (1991-1998)
Avec l'éclatement de la Yougoslavie , une nouvelle agence du Service de sécurité de l'État (Služba državne bezbednosti ou SDB) a été formée en mars 1991. Jovica Stanišić a été l'adjoint du chef Zoran Janaćković au sein du nouveau Service de sécurité de l'État (SDB) du ministère de l'Intérieur (Serbie) tout au long de 1991. Bien qu'il soit député, il était largement considéré comme le chef de facto de l'agence. Le 1er janvier 1992, il a été nommé chef de l'agence alors que le ministre de l'Intérieur était Zoran Sokolović. Il est resté à ce poste jusqu'au 26 octobre 1998. Pendant cette période, il a également été ministre adjoint des Affaires intérieures de la Serbie.
Au début des guerres de Yougoslavie , le Service de sécurité de l'État Serbie dirigé par Stanišić a établi des unités paramilitaires spéciales, notamment la « Garde volontaire serbe » (Srpska Dobrovoljačka Garda SDG), également connue sous le nom des « Tigres d’Arkan »), l'Unité d'opérations spéciales-JSO « Bérets rouges » ou (Crvene Beretke), et  les Scorpions (Škorpioni). Ils auraient été créés dans le but d'entreprendre des actions militaires spéciales en Croatie (république serbe de Krajina) et en régions autonomes serbes (SAO) de Bosnie-Herzégovine, dans le but d'expulser de force les non-Serbes de ces régions.
Il a ensuite été rendu public en 2018 que la Bosnie occidentale était en fait le centre principal des opérations militaires de Stanišić et que lui et Franko Simatović ont commandé les forces régionales lors de l'opération « Pauk » (« araignée ») à Cazinska Krajina, en Bosnie entre 1994 et 1995. Une carte montrant 30 postes de commandement que Stanišić avait mis en place dans l'ouest de la Bosnie avait été secrètement interceptée de son commandement également dans le village de Magarcevacas, en Croatie.
Ces unités paramilitaires secrètes ont été entraînées dans divers centres d'entraînement, financés et équipés par le Service de sécurité de l'État Serbie, puis déployées dans des endroits en Croatie et en Bosnie où elles étaient subordonnées à d'autres « forces serbes », en particulier la Défense territoriale serbe locale. La plupart des recrues étaient des criminels vétérans, dont Željko Ražnatović Arkan , qui était l'assassin du SDB responsable de nombreux coups à travers l'Europe occidentale dans les années 1970 et 1980.

### Disparition de la vue du public (1998-2000)
Après avoir été démis de ses fonctions en octobre 1998 en raison de désaccords avec Mirjana Marković et le ministre de l'Intérieur Vlajko Stojiljković, il a été nommé conseiller à la sécurité nationale de la Serbie. En octobre 1998, Radomir Marković est devenu le nouveau directeur de l'agence. En 1999, la guerre du Kosovo s'est intensifiée et les États-Unis ont lancé et mené le bombardement de l'OTAN sur la Yougoslavie , qui a duré 78 jours et a ainsi mis fin à la guerre. Depuis lors, le Kosovo n'était plus sous contrôle de la république fédérale de Yougoslavie (Serbie) et était administré en vertu de la résolution 1244 du Conseil de sécurité des Nations unies.
De 1998 à 2000, lors d'une série de guerres mafieuses au cours des dernières années du régime de Milošević, la plupart des membres éminents de la résistance serbe, dont certains faisaient partie des unités paramilitaires, et des agents de sécurité ont été assassinés dans des circonstances mystérieuses. Ces meurtres ont peut-être été organisés par le régime afin qu'il n'y ait aucun témoin contre Milošević et ses complices au Tribunal pénal international pour l'ex-Yougoslavie. Cependant, Stanišić et son proche associé Franko Simatović ont évité un sort similaire. Enfin, Milošević a été renversé le 5 octobre 2000, après 14 ans au pouvoir.

## Procès du TPIY

### Acte d'accusation et procès (2003-2013)
Après l'assassinat de Zoran Đinđić, Stanišić a été arrêté le 13 mars 2003 lors de l'opération Sabre par la police serbe et remis au Tribunal pénal international pour l'ex-Yougoslavie (TPIY) le 11 juin 2003. L'acte d'accusation original contre Stanišić et Franko Simatović a été créé en mai 2003, et a ensuite été modifié à plusieurs reprises. Il a plaidé non coupable de tous les chefs d'accusation lors de sa première comparution devant le tribunal le 13 juin 2003. Son affaire a été traitée en même temps que celle de Franko Simatović. Il a été accusé de persécution, de meurtre, d'expulsion et d'actes inhumains.
Selon l'accusation, Stanišić, en tant qu'officier clé du renseignement, supervisait les unités paramilitaires spéciales serbes, notamment la Garde volontaire serbe (Tigres d'Arkan), l'Unité d'opérations spéciales (Bérets rouges) et les Scorpions, qui ont été secrètement établis avec l'aide du Service de Sûreté de l'État Serbie (SDB) en avril 1991 et s'est poursuivi jusqu'en 1995. Ces unités secrètes étaient composées de commandos et de criminels qui ont pillé sur leur chemin à travers la Croatie et la Bosnie, commettant de nombreux crimes de guerre. L'accusation prétend que Stanišić, en sa qualité d'officier clé du renseignement, supervisait ces unités secrètes.
Vers avril 1991, Jovica Stanišić et Franko Simatović ont établi un centre d'entraînement dans les régions autonomes serbes (SAO) de la république de Croatie. Dans ce centre, Stanišić et Simatović ont organisé, fourni, financé et dirigé la formation des unités paramilitaires et « forces serbes ». Plus tard, d'autres camps d'entraînement ont été créés dans certaines parties de la Croatie et régions autonomes serbes de la Bosnie-Herzégovine. Ces camps ont été financés par la SDB de la république de Serbie.
Stanišić et Simatović sont jugés pour avoir eu la responsabilité du commandement dans les événements suivants : massacres à Baćin, Lipovača, Vukovići et Saborsko, Škabrnja, Bruška, Dalj et massacre d'Erdut (en Croatie) ; également pour les meurtres de Bosanski Šamac, Sanski Most, le massacre de Doboj, Bijeljina, Srebrenica et Zvornik (en Bosnie-Herzégovine). Une partie de l'accusation, selon laquelle Stanišić faisait partie d'une « entreprise criminelle commune » comprenant l'ancien président serbe Slobodan Milošević et d'autres hommes politiques serbes, a été conclue lors du procès de Milan Martić.
Il est accusé d'avoir "tenté de créer une Grande Serbie en utilisant les zones où vivaient les Musulmans de Bosnie et les Croates de Bosnie". L'un des arguments cruciaux de l'accusation et des preuves que lui et Simatović étaient directement responsables de la création des unités paramilitaires était un film de 1997 tourné au quartier général de l'Unité des opérations spéciales où de hauts responsables politiques et du renseignement, dont Milošević lui-même, ont visité l'unité, déformant l'histoire de l'unité et son bilan de guerre. En 2009, le procès s'est officiellement ouvert six ans après la première comparution de Stanišić devant le tribunal. Entre 2003 et 2013, Stanišić a passé de nombreuses années en prison, et il a obtenu à plusieurs reprises une libération provisoire.

### Acquittement et appel (2013-2017)
Stanišić et Simatović ont été acquittés de toutes les charges le 30 mai 2013, quatre ans après le début du procès et dix ans après son extradition vers le TPIY.
Cependant, son acquittement ainsi que celui de Franko Simatović ont été annulés le 15 décembre 2015 par la chambre d'appel du TPIY des Nations unies qui a annulé le verdict initial jugé erroné, car fondé sur le fait que les hommes ne pouvaient être coupables que s'ils avaient  " spécifiquement dirigé" les crimes.
Le 22 décembre 2015, Simatović et Stanišić ont obtenu une libération temporaire. De retour en Serbie, les deux hommes devaient se présenter chaque jour à un poste de police local à Belgrade et remettre leurs passeports au ministère de la Justice de Serbie. Lui et Simatović étaient en liberté provisoire de décembre 2015 à juin 2017.

### Nouveau procès MIFRTP (2017-présent)
Un nouveau procès a débuté le 13 juin 2017 et est géré par le Mécanisme international appelé à exercer les fonctions résiduelles des Tribunaux pénaux (MIFRTP), qui a repris les affaires restantes du TPIY à sa clôture en décembre 2017.
Les juges ont confirmé l'existence d'une entreprise criminelle commune visant à expulser la population non serbe du territoire de Bosnie et de Croatie auquel les Serbes considèrent avoir droit. L'objectif de l'entreprise criminelle est « partagé par certains politiciens de haut rang, l'armée et la police en Serbie », et il a été conclu qu'il existait un lien entre le régime du président serbe Slobodan Milošević et la campagne de nettoyage ethnique en Bosnie-Herzégovine.
Le 30 juin 2021, Stanišić et Simatović ont été reconnus coupables de meurtre, d'expulsion, de transfert forcé et de persécution en tant que crimes contre l'humanité commis à Bosanski Šamac en avril 1992, et condamnés à 12 ans de prison,.
Bosanski Šamac est une ville sur la rive de la rivière Sava, qui est la frontière naturelle de la Bosnie avec la Croatie. Elle a été attaquée le 17 avril 1992 par des unités de l’Armée populaire yougoslave, contrôlées depuis Belgrade, et des groupes paramilitaires serbes. Après que les serbes ont pris le contrôle de la ville, des musulmans et des croates ont été arrêtés. Beaucoup ont été exécutés sur place, tandis que d'autres ont été envoyés dans des camps de concentration.
Cette décision marque la première fois que de hauts responsables serbes du régime de Slobodan Milošević dans les années 1990 sont reconnus coupables de crimes de guerre commis en Bosnie.
Les juges ont affirmé qu'il n'y avait pas suffisamment de preuves pour les tenir responsables d'une campagne de terreur plus large menée par les escadrons de la mort qui ont ravagé la Bosnie et la Croatie dans les années 1990.
Daniel Serwer, un ancien envoyé américain en Bosnie qui a aidé à négocier l'accord de paix de Dayton a déclaré : «J'aurais préféré une décision géographiquement moins limitée, car je suis convaincu que leur culpabilité s'étend bien au-delà de Bosanski Šamac. Mais la décision ne laisse aucun doute sur l'implication de la Serbie dans les atrocités commises en temps de guerre en Bosnie-Herzégovine. » Nataša Kandić, militante serbe des droits de l'homme et fondatrice du Centre de droit humanitaire basé à Belgrade, a affirmé, que cela montrait que ce n'étaient pas des individus serbes mais des institutions qui étaient complices, arguant que « personne ne peut désormais innocenter la Serbie et dire qu'elle n'a pas participé à ces crimes ».
Le 31 mai 2023, le Mécanisme international appelé à exercer les fonctions résiduelles des Tribunaux pénaux a confirmé en appel la condamnation de deux anciens chefs de la sécurité d'État de Serbie, Jovica Stanišić et Franko Simatović, et alourdi leur peine de prison à 15 ans. Stanišić et Simatović sont tenus responsables de l'organisation, du financement et du soutien des forces spéciales de la sécurité de l'État de Serbie, telles que l'Unité des opérations spéciales, les Bérets rouges, les Tigres d'Arkan et les Scorpions. Ces unités ont commis les crimes les plus odieux pendant les guerres en ex-Yougoslavie. Le noyau dur venait de Serbie, auquel se joignaient plus tard d'autres combattants serbes, recrutés parmi la population locale de Bosnie et de Croatie.
En tant qu'anciens hauts responsables serbes, Stanišić et Simatović ont été reconnus coupables de participation à une entreprise criminelle commune visant à l'expulsion violente et permanente de la population non serbe du territoire de la Croatie et de la Bosnie-Herzégovine. Ils portent la responsabilité de meurtres, d'expulsions, d'actes inhumains et de persécutions. Dans cette entreprise criminelle commune, ont été impliquées les plus hautes personnalités politiques et militaires de Serbie, y compris  Milošević, ainsi que le président de république serbe de Bosnie, Radovan Karadžić, le chef des Serbes de Croatie, Goran Hadžić, et d'autres. Cela confirme la participation directe de la Serbie aux crimes commis pendant la guerre de Bosnie-Herzégovine.
« C’est vraiment important, c’est la seule décision que nous ayons avec l’implication directe de responsables de Belgrade condamnés dans le cadre d’une entreprise criminelle commune », a commenté le procureur général Serge Brammertz.

## Controverse
La Central Intelligence Agency (CIA) des États-Unis a soumis au tribunal un document scellé attestant de son rôle d'agent infiltré aidant à ramener la paix dans la région.